# Justizgebäude Bensheim

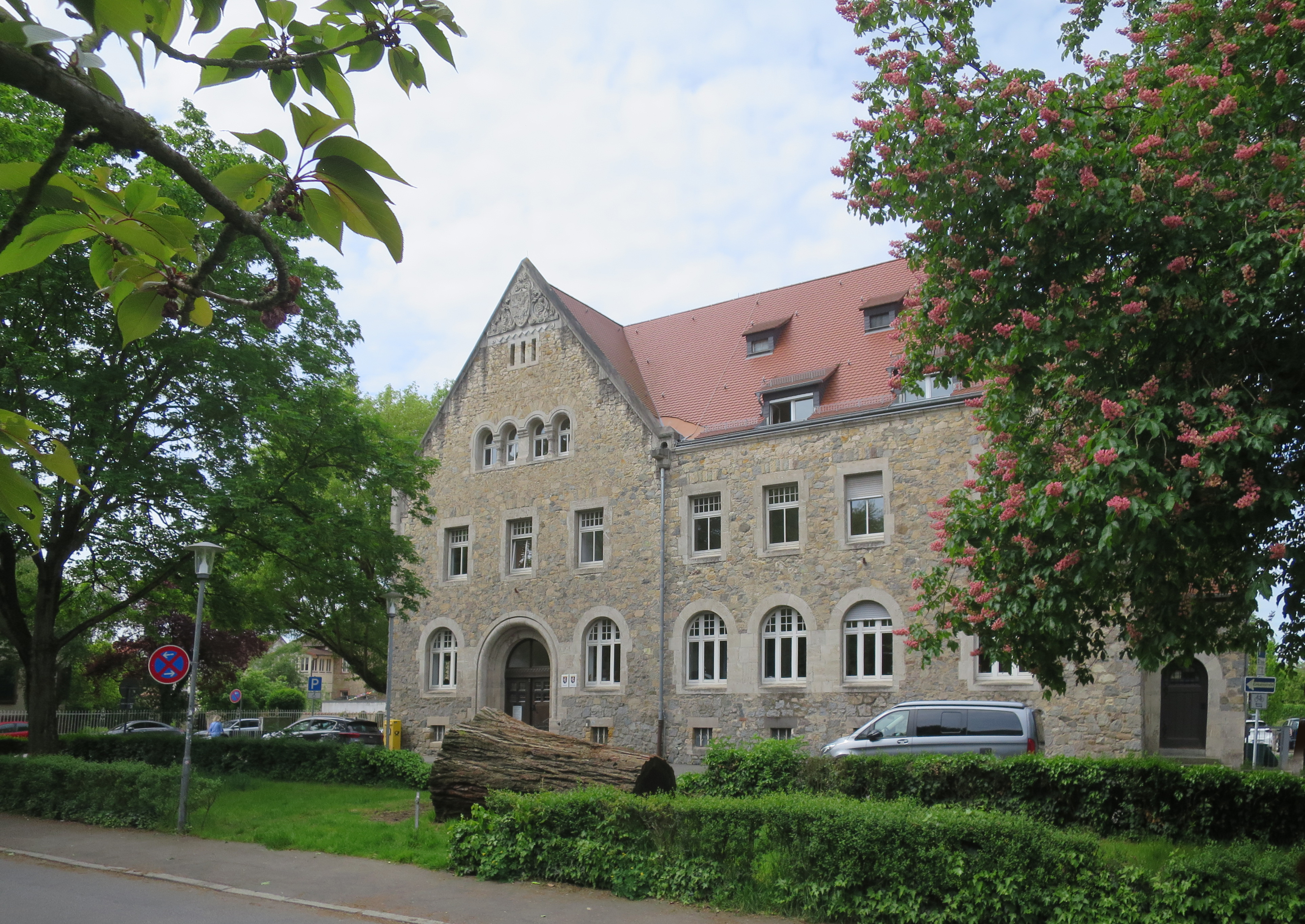
Hauptfassade zur Wilhelmstraße

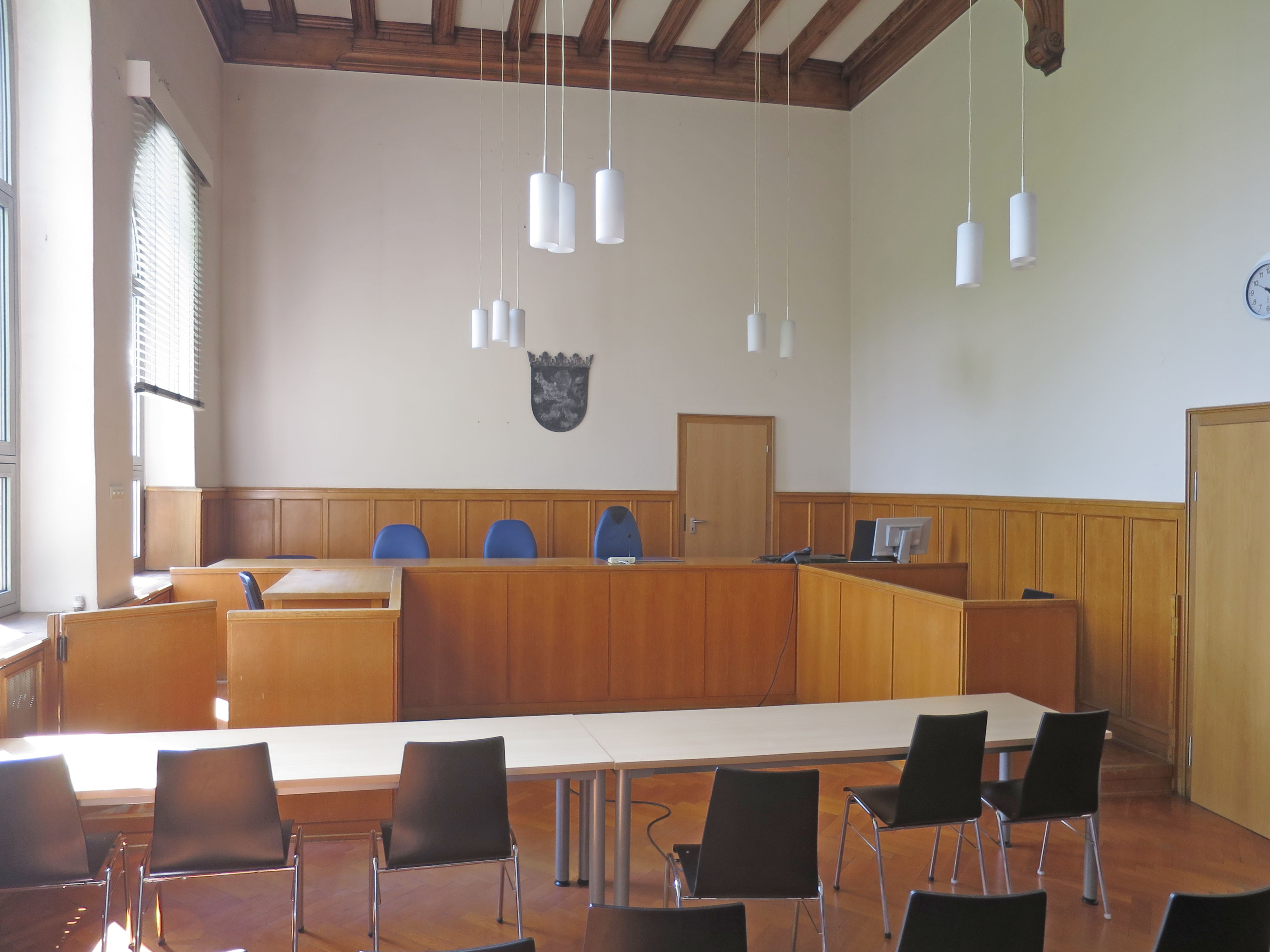
Großer Sitzungssaal

Das Justizgebäude Bensheim ist der Sitz des Amtsgerichts Bensheim in Bensheim. Es steht unter Denkmalschutz.

## Geografische Lage
Das Gebäude liegt an der Ecke von Wilhelmstraße und Friedrichstraße. Die Hauptfassade wendet sich der Wilhelmstraße zu. Es ist so weit vom Straßenverlauf zurückgesetzt, dass sich hier ein kleiner Platz ergibt, der heute alten Baumbestand aufweist.

## Geschichte

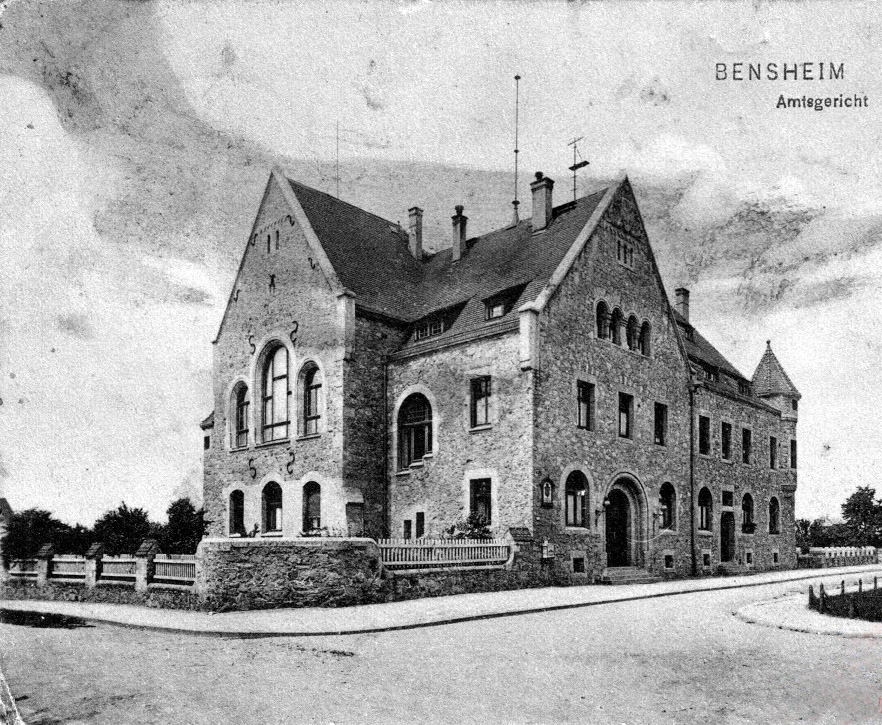
Ansicht vor 1913

Die Stadt hatte bereits 1877 beim Großherzoglichen Ministerium des Innern und der Justiz beantragt, in der Stadt ein eigenes erstinstanzliches Gericht zu errichten. Um die Sache zu befördern, stellte die Stadt 1894 den Bauplatz unentgeltlich zur Verfügung.
Das Gebäude des Amtsgerichts wurde von dem Großherzoglich Geheimen Oberbaurat Karl Hofmann, der damals Professor an der Technischen Hochschule Darmstadt war, entworfen. Nach der Genehmigung durch das Ministerium errichtete das Großherzogliche Hochbauamt Bensheim unter Baumeister Plock die Anlage. Durch einen Sturm im Dezember 1900 nahm der Rohbau schwere Schäden. Im Frühjahr 1902 war der Bauabschluss in Sicht und unter dem 26. März 1902 wurde das Gericht durch Großherzog Ernst Ludwig zum 1. Mai 1902 eingerichtet. Es konnte seine Arbeit sofort im neuen Gerichtsgebäude aufnehmen.
Bis 1980 befand sich unmittelbar neben dem Gebäude das ebenfalls zweigeschossige, aus Granit gemauerte Gerichtsgefängnis. Es wurde 1969 aufgegeben und im November 1980 abgerissen.
Das Gebäude ist heute aus geschichtlichen, künstlerischen und städtebaulichen Gründen ein Kulturdenkmal aufgrund von § 2 Absatz 1 Hessisches Denkmalschutzgesetz.

## Gebäude
Die Anlage hat zwei Flügel, die in einem Winkel von 90° zueinander stehen. Karl Hofmann wählte neuromanische Formen und einen reich gegliederten Baukörper, ausgeführt in Granit und hellem Buntsandstein. Zusammen mit einer abwechslungsreichen Dachlandschaft aus Sattel- und Walmdächern erreichte Karl Hofmann damit ein malerisches Aussehen.
Der Haupteingang befindet sich in einem Risalit an der Ecke Wilhelmstraße / Friedrichstraße, wendet sich der Wilhelmstraße zu und ist dreiachsig. Den Haupteingang bildet ein rundbogiges Portal. Über dessen Tür findet sich die Inschrift Streit soll verwehen, Recht soll bestehen. Die Eingangssituation wird von einem spitzen Zwerchgiebel überragt. Hier gibt es vier kleine, teilweise durch Säulen getrennte Rundbogenfenster und darüber, in der Giebelspitze und von Ranken gerahmt, das hessische Wappen. Dem schließt sich nach Norden ein vierachsiger Baukörper an, der mit einem Runderker mit Spitzhelm abschließt. Aus dem südlichen Gebäudeflügel tritt ein überhöhter Risalit Richtung Friedrichstraße heraus. Dahinter liegt der große Gerichtssaal mit hohen Rundbogenfenstern. An diesen Flügel wurde später nach Westen modern angebaut. Auch die nördliche Schmal- und die übrige Hofseite des historischen Bauteils weisen allerlei Bauzierrat auf: Zierfachwerk und einen Treppenturm mit Spitzhelm und Knauf.
Das Treppenhaus mit seinem kunstvollen schmiedeeisernem Geländer und die Terrazzoböden sind erhalten. Der große Sitzungssaal wurde modernisiert, dessen Decke mit den schweren Holzbalken auf kräftigen Konsolen aber erhalten.